# Aseptis dilara
Aseptis dilara là một loài bướm đêm trong họ Noctuidae.